# Brime de Urz
Brime de Urz é um município da Espanha na província de Zamora, comunidade autónoma de Castela e Leão, de área 14,76 km² com população de 145 habitantes (2007) e densidade populacional de 9,82 hab./km².

## Demografia
| Variação demográfica do município entre 1991 e 2004 | Variação demográfica do município entre 1991 e 2004 | Variação demográfica do município entre 1991 e 2004 | Variação demográfica do município entre 1991 e 2004 |
| --------------------------------------------------- | --------------------------------------------------- | --------------------------------------------------- | --------------------------------------------------- |
| 1991                                                | 1996                                                | 2001                                                | 2004                                                |
| 194                                                 | 167                                                 | 149                                                 | 153                                                 |